# Miroslav Zikmund (explorateur)
Miroslav Zikmund, né le 14 février 1919 à Pilsen et mort le 1er décembre 2021 à Prague, est un explorateur et écrivain tchèque.

## Biographie
Après l'obtention de son Abitur en 1938, Miroslav Zikmund commence des études d'ingénieur à l'École supérieure d'économie (Vysoké škole obchodní) à Prague. Comme les universités sont fermées pendant la Seconde Guerre mondiale, il ne peut les terminer qu'en 1946.
En compagnie de son compatriote Jiří Hanzelka rencontré à l'université, Miroslav Zikmund voyage, dans les années 1950 et 1960, en Afrique, Asie, Amérique du Sud et Océanie. Ils écrivent des livres et des articles sur ce qu'ils ont vécu au cours de leurs deux voyages. Ils réalisent également plusieurs films. Les deux hommes sont connus sous le nom collectif de Hanzelka et Zikmund.

## Filmographie
- 1952 : Afrika I. – Z Maroka na Kilimandžáro
- 1953 : Afrika II. – Od rovníku ke Stolové hoře
- 1954 : Z Argentiny do Mexika